# Des de Baix
Des de Baix va ser una candidatura unitària a les eleccions al Parlament de Catalunya (2010) que es va donar a conèixer el 10 de setembre d'aquell any, la vigília de la diada nacional. La candidatura neix com un acord entre les organitzacions Revolta Global-Esquerra Anticapitalista, En lluita, Corrent Roig i Lluita Internacionalista i diversos activistes de moviments socials independents com en Pep Riera i en Josep Pàmies. És el resultat d'un procés de discussió i de debat entre diverses organitzacions i col·lectius, i del llançament per part de Revolta Global-Esquerra Anticapitalista del manifest "Movem Fitxa! Volem una candidatura anticapitalista al Parlament de Catalunya" el mes de març, i que va obtenir les firmes de suport de 560 activistes de moviments socials, sindicalistes i persones del món de la cultura.

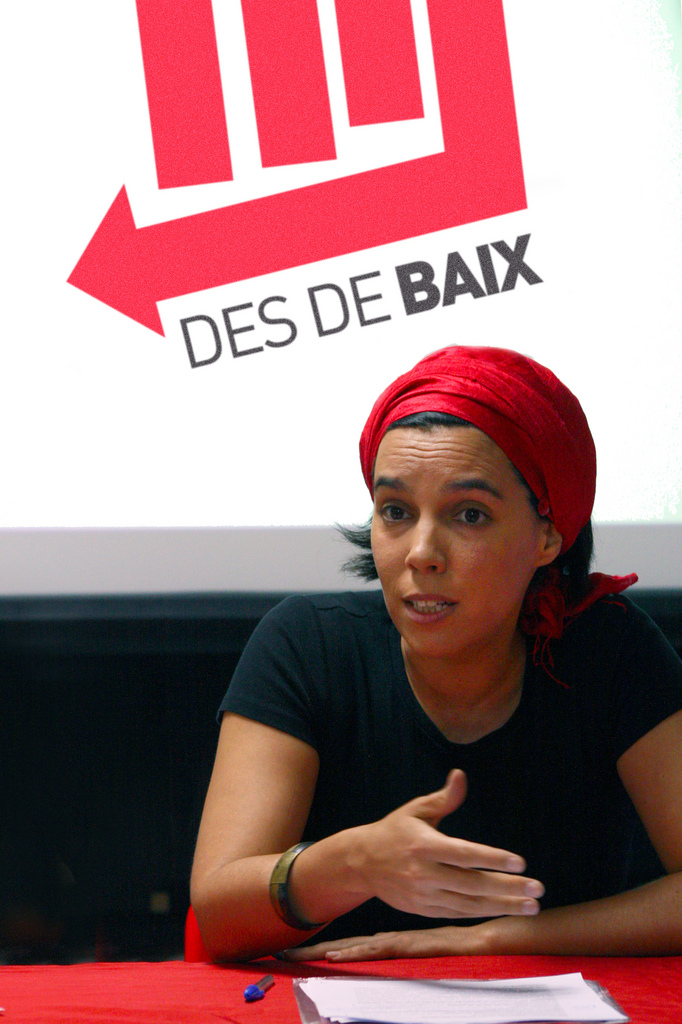
Esther Vivas

El manifest fundacional de Des de Baix assenyala que l'objectiu de la candidatura és impulsar un projecte obert i en construcció que contribueixi a la construcció d'una alternativa política anticapitalista i defensora de la plena sobirania de Catalunya, i una alternativa ecologista, feminista, antiracista i internacionalista.
El manifest fundacional de la candidatura assenyala també que el seu propòsit és oferir un projecte alternatiu tant "al que representen les forces del govern d'Entesa com al sobiranisme de dretes que encarnen algunes de les noves opcions polítiques que emergeixen a Catalunya". I afirma que la solució als problemes de Catalunya només pot venir de la mà d'una resposta d'esquerres, mobilitzadora i solidària.
La candidatura Des de Baix estava formada, segons es va informar en la seva presentació, per activistes de moviments socials (com en Pep Riera i en Josep Pàmies) i no per polítics professionals, ja que un dels valors de la candidatura era la no professionalització de la política. El candidat a la Presidència de la Generalitat d'aquesta candidatura fou l'activista Esther Vivas.
En la seva primera aparició política pública, el dia 11 de setembre, Des de Baix va presentar les seves propostes programàtiques, i l'11 de novembre van començar la campanya electoral fent "performance" contra el sector bancari, dins d'una oficina de La Caixa.
Els resultats baixos en les eleccions al Parlament de Catalunya de 2010 —7.169 vots, un 0,23% dels vots totals— van ser atribuïts a que la gent d'esquerres va optar pel vot útil.